# Zentrum Mikroelektronik Dresden
Das Zentrum Mikroelektronik Dresden (ZMD) war ein Halbleiterhersteller in Dresden, der in den 1980er Jahren als Herzstück der DDR-Mikroelektronikforschung galt. Nach der Wiedervereinigung Deutschlands wurde der Betrieb privatisiert. Ende 2015 wurde ZMD von Integrated Device Technology übernommen.

## Geschichte

### Geschichte in der DDR: 1961 bis 1990

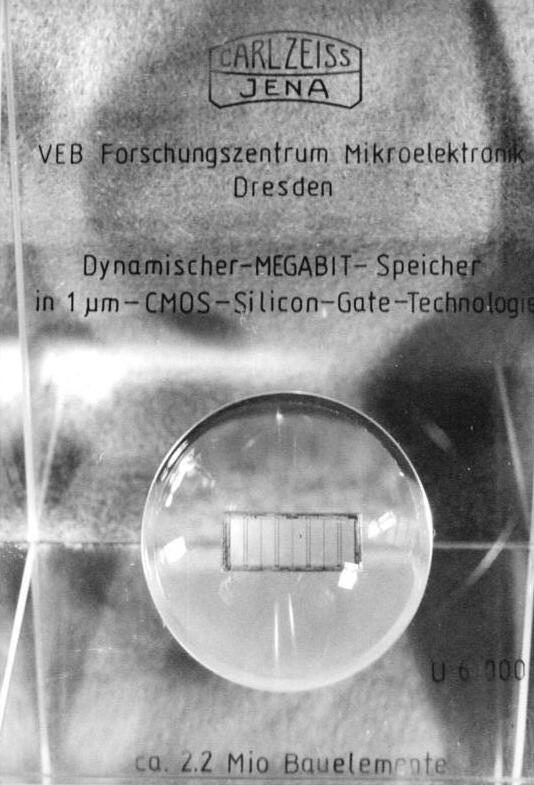
Dynamischer-MEGABIT-Speicher in 1-µm-CMOS-Silizium-Gate-Technik U61000 mit ca. 2,2 Millionen Bauelementen (1988)

Der Ursprung des heutigen Unternehmens ZMD geht auf die Gründung der Arbeitsstelle für Molekularelektronik (AME) am 1. August 1961 in Dresden durch Werner Hartmann zurück.
Im Jahr 1969 wurde die AME als Arbeitsstelle für Molekularelektronik Dresden (AMD) neu firmiert. 1976 erfolgte die Umbenennung der AMD  in Institut für Mikroelektronik Dresden (IMD). Seit der Gründung des Kombinates Mikroelektronik (1978) war das IMD  in diesen Kombinatsverbund integriert. 1980 fusionierte das IMD mit dem VEB Elektromat Dresden, das ebenfalls dem Verbund des Kombinates Mikroelektronik angehörte, zum VEB Zentrum für Forschung und Technologie Mikroelektronik (ZFTM). Direktor des damaligen ZFTM, und damit für etwa 1550 Angestellte verantwortlich, war Ulf Gottschling. Im Februar 1986 wurde das  ZFTM aus dem Kombinat Mikroelektronik aus- und in das  Kombinat Carl Zeiss Jena eingegliedert. 1987 wurden die Teile des VEB Elektromat Dresden wieder ausgegliedert und für die beim Kombinat Carl Zeiss Jena verbleibenden Teile des ZFTM der Name VEB Forschungszentrum Mikroelektronik Dresden (ZMD) eingeführt.
Das ZMD entwickelte und produzierte 1988 den ersten 1-Megabit-Speicherchip des damaligen Ostblocks, den U61000, wofür dem Kollektiv des Forschungszentrums im selben Jahr der Nationalpreis der DDR verliehen wurde. Serienreife erlangte die im internationalen Vergleich drei bis vier Jahre zu späte Entwicklung nicht. Weiterhin wurde um 1990 der Signalprozessor U320C20 entwickelt.

### Verwaltung durch die Treuhandanstalt
Ende Juni 1990 wurde das bis dahin volkseigene Forschungszentrum mit insgesamt etwa 3000 Beschäftigten in die ZMD GmbH i.G überführt und unter dem Dach der Mikroelektronik Technologiegesellschaft mbH (MTG, Zusammenschluss der Halbleiterwerke Erfurt, Neuhaus, Frankfurt (Oder) und Dresden) der Treuhandanstalt unterstellt. Geschäftsführer wurden Dieter Landgraf-Dietz und Claus Martin.

### Übernahme durch den Freistaat Sachsen
Mit Hilfe der sächsischen Staatsregierung konnte im November 1993 das Forschungszentrum aus der MTG herausgelöst und privatisiert werden. Der Freistaat Sachsen war de facto Besitzer der neugegründeten ZMD GmbH. Beteiligungsgesellschaften von Dresdner Bank und Commerzbank fungierten als treuhänderische Verwalter. Das Unternehmen schrieb jahrelang rote Zahlen, wurde aber durch den Freistaat subventioniert, weil das laut dem damaligen Wirtschaftsminister Sachsens Kajo Schommer „gut für das Image und die Industrieansiedlungen des Standortes“ sei.

### Verkauf an Sachsenring
Um die Belastungen für den Staatshaushalt des Freistaates zu verringern, wurde die ZMD GmbH 1999 unter dem Geschäftsführer Detlef Golla an die Sachsenring Automobiltechnik AG Zwickau für symbolische 2 DM verkauft.
Durch die Übernahme des Zentrum Mikroelektronik Dresden (ZMD) geriet Sachsenring jedoch zunehmend in finanzielle Schwierigkeiten, da die sächsische Staatsregierung unrechtmäßig Fördergelder an das zuvor im Besitz des Freistaates befindliche angeschlagene Unternehmen ZMD weitergeleitet und so gegen geltendes EU-Recht verstoßen hatte. Da ZMD nach der Übernahme 1998 im Sachsenring-Konzern konsolidiert wurde, drohte von 1999 bis 2002 ein EU-Hauptprüfverfahren und die Rückzahlung von 360 Mio. DM der Fördergelder durch den Sachsenring-Konzern.
Am 18. Dezember 2000 erfolgte die Umwandlung der ZMD GmbH in eine AG.
Mit Unterstützung eines Investorenkreises wurde die ZMD AG für 128 Millionen Euro am 21. Dezember 2000 aus dem Unternehmen Sachsenring herausgelöst und wurde wieder ein selbständiges Unternehmen. Neuer Besitzer wurde die Global ASIC GmbH unter dem Dach der Westdeutschen Genossenschafts-Beteiligung GmbH, später VR Equity GmbH.
Im Zusammenhang mit den bei Übernahme durch Sachsenring AG erfolgten Entlassungen kam es zur Übernahme von Mitarbeitern durch die Landesgesellschaft QMF. 2004 wurde der QMF-Skandal aufgedeckt. ZMDI konnte als Zeuge zur Klärung des Sachverhaltes beitragen.

### Verkauf der Halbleiterfertigung
Bereits 2005 war die Tochtergesellschaft Microelectronic Packaging Dresden, welche Halbleiterchips in Chipgehäuse verpackte, an den Berliner Sensorenhersteller Silicon Sensors verkauft worden.
Zfoundry war bis März 2007 eine 100-prozentige Tochtergesellschaft der ZMD AG und fertigte, neben anderen Foundries, einen Großteil der Silizium-Wafer für ZMD. X-FAB übernahm Zfoundry am 29. März 2007. Zuvor hatte X-FAB seine Kaufabsicht am 15. Februar 2007 dem Bundeskartellamt gemeldet und die amtliche Freigabe am 9. März erhalten.
Zfoundry wurde als Tochtergesellschaft in die X-FAB-Gruppe eingegliedert, fertigte aber weiter Produkte im Auftrag der ZMD AG.
Die ZMD AG wurde damit „fabless“, also ein Unternehmen ohne eigene Fertigung, das prozessierte Waferscheiben und Packages zukaufte.

### Betrieb als Fabless Company
Seit Mai 2009 führte die ZMD AG ein neues Logo „ZMDI®“, der Unternehmensname (Firma) lautete weiterhin „Zentrum Mikroelektronik Dresden AG“.
Im Jahr 2012 erhielt ZMDI verschiedene Auszeichnungen für seine Ausrichtung auf Energieeffizienz, etwa den Frost & Sullivan Award für den intelligenten Batteriesensor-Schaltkreis („System in a package“ im weltweit kleinsten Gehäuse) sowie den silbernen Green Apple Award für den Beitrag zur CO2-Reduktion.
Zuletzt beschäftigte ZMD weltweit 333 Angestellte, davon rund 180 Ingenieure, die überwiegend in der Produktentwicklung tätig waren.
Die ZMD-Entwicklungen wurden für Sensoren und Aktuatoren in der Automobil- und Industrieelektronik, der Medizintechnik, sowie barometrischen Drucksensoren beispielsweise in Smartphones und Tablets eingesetzt. Ende 2009 begann der Einstieg in das digitale Powermanagement. Dieser Produktbereich lieferte Produkte für Point-of-Load-Anwendungen in Servern, Netzwerkkomponenten und Telekommunikationsinfrastruktur-Anwendungen. Das Unternehmen hatte sich auf Definition, Entwicklung und Vermarktung von gemischt analog-digitalen anwendungsspezifische integrierte Schaltungen  (ASICs) und mehrheitlich anwendungsspezifische Standardprodukte (ASSP) für Energieeffizienz-Anwendungen spezialisiert. Zudem entwickelte es auch Mixed-Signal-Systems-on-Chip (SoC), besonders als Anwendungen für die Automobilindustrie („X-by-Wire“) und fokussierte sich auf energieeffiziente Chips.

### Eigentümer
Vom Dezember 2000 bis zum Dezember 2015 gehörte ZMDI zu 64,9 % der Global ASIC GmbH, zu 10 % dem Freistaat Sachsen und zu 25,1 % der Elber GmbH von Hans Vielbert. Vorstandsvorsitzender der ZMD AG war seit 1999 Thilo von Selchow.

### Übernahme durch IDT
ZMDI wurde am 7. Dezember 2015 von Integrated Device Technology übernommen und in seine Unternehmensstruktur eingegliedert.

## Silicon Saxony
Als der sogenannte „Begründer und Vater der Mikroelektronik“ in Dresden gründete die ZMD AG im Jahre 2000 zusammen mit 19 anderen sächsischen Unternehmen den Verein Silicon Saxony e. V. Der langjähriger Vorstandschef  Thilo von Selchow gehörte dem Vorstand von Silicon Saxony an und war von 2002 bis 2006 Vorsitzender des Vereines Silicon Saxony. Er wurde 2010 zum Ehrenmitglied des Silicon Saxony ernannt und 2012 als „Inventor des Silicon Europe“ ausgezeichnet.

## Ehemalige Mitarbeiter
- Gerhard Barkleit
- Matthias Falter (1964–?)
- Karl-Heinz Gerstenberg (1977–1990)
- Werner Hartmann (1961–1974)
- Lothar Klein (1976–1990)
- Jens Knobloch (1973–1991)
- Reinhard Meinel (1984–1986)
- Gerhard Merkel (1980–1983)